# Labrosse
Labrosse är en kommun i departementet Loiret i regionen Centre-Val de Loire strax norr Frankrikes mitt. Kommunen ligger i kantonen Malesherbes som tillhör arrondissementet Pithiviers. År 2018 hade Labrosse 97 invånare.

## Befolkningsutveckling
Antalet invånare i kommunen Labrosse
| Referens: INSEE |